# 46701 Interrante
46701 Interrante è un asteroide della fascia principale. Scoperto nel 1997, presenta un'orbita caratterizzata da un semiasse maggiore pari a 2,3531404 au e da un'eccentricità di 0,0641341, inclinata di 5,78205° rispetto all'eclittica.
L'asteroide è dedicato all'astrofilo italiano Giorgio Interrante.